# Rain Parade
Rain Parade – amerykański zespół rockowy z lat 80.
W skład zespołu wchodzili David Roback (śpiew, gitara, perkusja), Steve (śpiew, gitara basowa) i Matthew Piucci (śpiew, gitara, sitar), Will Glenn (instrumenty klawiszowe, skrypce) oraz Eddie Kalwa (perkusja). Zespół zadebiutował singlem „What She’s Done to Your Mind” nagranym przez wytwórnię Llama. W 1983 roku wydany został album Emergency Third Rail Power Trip. Pochodzący z tego albumu singiel „You Are My Friend” zapewnił zespołowi kontrakt z Island Records.
Niedługo potem zespół opuścił Roback kontynuując karierę w zespołach Opal i Mazzy Star. Zastąpił go John Thoman, który nagrał wraz z zespołem koncertowy album Beyond the Sunset oraz Crusing Dream.
Po rozwiązaniu zespołu Matthew Piucci założył Gone Fishin’ współpracując w tym czasie z Neilem Youngiem.

## Dyskografia
- Emergency Third Rail Power Trip (1983)
- Beyond the Sunset (1985, koncertowa)
- Crashing Dream (1985)